# Andh
Andh, pleme u indijskoj državi Andhra Pradesh, u planinskog predjelu distrikta Adilabad. Među sobom podijeljeni su na dvije endogamne skupine joje se nazivaju Vartali i Khaltali. Vartali sačinjavaju elitu Andha a Khaltali običan puk, i ženidba između njih je zabranjena. Svaka Andh-skupina nadalje se sastoji od niza egzogamnih obitelji Adman ili Intiperlu. Vegetarijanci nisu, ali izbjegavaju jesti govedinu. Poglavito se bave agrikulturom, a nekki su zaposleni i kao radnici.

## Jezik
Andhi danas govore prvenstvenom jezikom marathi. Njihov jezik andh (andha, andhi) nije klasificiran. Populacija iznosi 80,000 (1991).